# Пир (трактат Данте)
«Пир» (итал. Convivio) — стиховедческий и философский трактат Данте Алигьери на итальянском языке. Данте, писавший свой труд около 1306 года, окончил лишь его пролог и толкования к трём собственным канцонам (в общей сложности, 4 «книги»).

## Краткая характеристика
Если трактат «О народном красноречии» задумывался Данте как обзор современного состояния «актуальных» языков (латыни и романских) и теоретическое обоснование «идеального» итальянского языка, то в «Пире» автор намеревался путём практического анализа современной поэзии предъявить читателю итал. volgare illustre во всём его блеске.
Данте анализирует три собственные канцоны: «Voi che 'ntendendo il terzo ciel movete», «Amor che ne la mente mi ragiona» и «Le dolci rime d'amor ch'i' solìa», при этом его анализы выходят далеко за рамки собственно стиховедения и затрагивают глубокие проблемы философии и этики. Первая книга выполняет функцию общего введения, где среди прочего Данте очерчивает дилемму латинского и народного языков и аргументирует свой выбор как поэта в пользу вольгаре. Вторая книга повествует о первых философских опытах автора. Третья книга — похвала философии. Четвёртая книга пытается ответить на вопрос, что есть «истинное благородство» (итал. verace nobilitade; IV, 1) — существует ли оно «по крови» (тем самым, отделяя благородное сословие от простонародья) или является свойством души и не зависит от социального происхождения.
В своих толкованиях Данте опирается на античные и средневековые авторитеты, особенно на «Утешение Философией» Боэция, труды Аристотеля и Платона, Цицерона и Сенеки, Авиценны и аль-Газали, и других великих мыслителей. Наконец, само название трактата должно вызывать у читателя соответствующие «античные» жанровые ассоциации.

## Издания и переводы
- Dantes Gastmahl. Übersetzt und erklärt mit einer Einführung von Constantin Sauter, Freiburg im Breisgau: Herder, 1911 (перевод на немецкий язык, научное предисловие и комментарии).
- Il Convivio. Ed. critica a cura di Maria Simonelli. Bologna: Patron, 1966 (критическое издание оригинала).
- Convivio, a cura di Franca Brambilla Ageno. Firenze: Le Lettere, 1995 (издание с комментариями).
- Das Gastmahl. Italienisch-Deutsch. Übersetzt von Thomas Ricklin. Herausgegeben unter der Leitung von Ruedi Imbach, 4 Bände. Hamburg: Meiner, 1996–2004 (оригинал и немецкий перевод).